# Жак-фаталист и его хозяин
«Жак-фатали́ст и его́ хозя́ин» (фр. Jacques le fataliste et son maître) — роман Дени Дидро, написанный в период 1765—1780 гг. Текст существует в различных версиях; первое французское издание, опубликованное посмертно в 1796 году, основывается на версии, приводимой Гриммом в неопубликованной части его переписки. Однако ранний, небольшой по объему вариант книги был зачитан автором еще в 1771 году . Кроме того, роман был известен в Германии благодаря частичному переводу Гёте, который появился в 1785 году и был ретранслирован на французский в 1793 году, так же как и полный немецкий перевод Милиуса 1792 года. Некоторые из современных издателей отдают предпочтение тексту, основанному на рукописи из Санкт-Петербурга (с пометками самого Дидро), которая обладает особой ценностью на правах последней прижизненной версии .

## Сюжет
Основной темой романа являются отношения между камердинером Жаком и его хозяином, имя которого не называется. Хозяин вместе с камердинером отправляется в путешествие, о месте назначения которого автор говорит расплывчато, и чтобы развеять скуку долгого пути, заставляет Жака рассказывать истории своих любовных похождений. Истории Жака постоянно прерываются появлением других персонажей и разными комическими недоразумениями. Другие персонажи романа тоже рассказывают свои истории, которые, в свою очередь, постоянно прерываются различными событиями. В книге также время от времени появляется «читатель», который по мере чтения книги периодически прерывает рассказчика своими вопросами, возражениями, требованиями дополнительных подробностей. Рассказываемые истории обычно проникнуты юмором и посвящены любви и сексу.
Основой философии Жака является убеждение, что всё происходящее в мире, добро или зло, записано «наверху» в большом свитке. который со временем понемногу разворачивается. Несмотря на это убеждение, Жак придаёт большое значение своим поступкам и не является пассивным наблюдателем. Критики, такие как Роберт Лой (J. Robert Loy), характеризовали философию Жака не как фатализм, а как детерминизм.
Книга полна противоречивых персонажей и других проявлений дуализма. Одна из историй рассказывает о двух военных, которые настолько похожи друг на друга, что из-за этого постоянно дерутся на дуэлях и ранят друг друга, хотя и являются лучшими друзьями. Другая история рассказывает об отце Хадсоне, интеллектуале и реформаторе церкви, и одновременно самом развратном персонаже книги. Даже Жак и его хозяин выходят за пределы уготованных им ролей, Жак нагло доказывает, что хозяин не сможет без него прожить, а значит Жак является хозяином, а хозяин — слугой.

## Метатекстуальный характер романа
«Жак-фаталист» насыщен отсылками к чрезвычайно обширному спектру литературных произведений разных эпох. История любви Жака заимствована из романа Лоренса Стерна «Жизнь и мнения Тристрама Шенди, джентльмена», но это лишь верхняя часть айсберга. Своеобразными «персонажами» Дидро становятся
«и различные жанры (роман, диалог, сатира, панегирик, „новеллы в стихах и прозе“, „поэмы, элегии, эклоги, идиллии, песни, послания, комедии, трагедии, оперы… и т.д.“), и „славные авторы“, художественный опыт которых с большей или меньшей степенью иронии или с большим или меньшим пиететом обыгрывается автором: Мольер, Реньяр, Ричардсон, Эзоп, Гораций, Сервантес, Ариосто, Сократ, Вольтер, Гольдони, Аристотель, Данте, Светоний, Катулл, Марциал, Ювенал, Петроний, Лафонтен, Сенека, Ж.-Б. Руссо, Монтень, Рабле, Стерн и многие другие».

## Литературная значимость и критика
Критика восприняла роман неоднозначно. Французские критики конца XVIII и начала XIX века отзывались о нём неодобрительно, считая его подражанием Рабле и Лоренсу Стерну и отмечая его пошлость. Так, одна из газет той поры по поводу «Жака-фаталиста» написала следующее: «по сути дела, книга представляет собой кучу побасенок, забавных историй и приключений, хорошо знакомых современникам Дидро. Возможно, о некоторых приключениях и рассказывать не стоило, а иные носят чересчур разнузданный характер» . Критик Жак Нэжон счел, что роман вполне можно было бы сократить наполовину .
Большое впечатление книга произвела на немецких романтиков, которые смогли ознакомиться с ней гораздо раньше французов. Шиллер относился к роману с большим уважением и рекомендовал его Гёте, который тоже его любил. Фридрих Шлегель благожелательно отзывается о романе в своих критических статьях, считая его идеалом остроумия. Стендаль хвалит «Жака-фаталиста» в нескольких своих произведениях, включая «Историю живописи в Италии», «Записки туриста» и трактат «О любви». Критики XX века, такие, как Лео Шпитцер и Роберт Лой, были склонны рассматривать роман как ключевое произведение в традиции Сервантеса и Рабле, фокусируясь более на его огромном разнообразии, чем на решении философских проблем.
Роман входит во Всемирную библиотеку (список наиболее значимых произведений мировой литературы Норвежского книжного клуба). Книга и её детали неоднократно адаптировались, в том числе в кино и театре (например, Миланом Кундерой).